# Yūta Itō
Yūta Itō (japanisch 伊藤 優汰 Itō Yūta; * 18. September 1992 in Nagoya) ist ein japanischer Fußballspieler.

## Karriere
Itō erlernte das Fußballspielen in der Jugendmannschaft von Kyoto Sanga FC. Seinen ersten Vertrag unterschrieb er 2011 bei Kyoto Sanga FC. Der Verein spielte in der zweithöchsten Liga des Landes, der J1 League. Für den Verein absolvierte er 30 Ligaspiele. 2013 wurde er an den Ligakonkurrenten Ehime FC ausgeliehen. Für den Verein absolvierte er sechs Ligaspiele. 2014 kehrte er zu Kyoto Sanga FC zurück. Für den Verein absolvierte er 43 Ligaspiele. 2016 wechselte er zum Erstligisten Albirex Niigata. Am Ende der Saison 2017 stieg der Verein in die J2 League ab. Für den Verein absolvierte er 29 Ligaspiele. 2019 wechselte er zum Drittligisten Kataller Toyama. Für den Verein absolvierte er 11 Ligaspiele. 2020 wechselte er zu Aventura Kawaguchi.

## Erfolge
Kyoto Sanga FC
- Kaiserpokal

Finalist: 2011